# Дроны-убийцы
«Дро́ны-уби́йцы» (англ. Murder Drones) — американо-австралийско-британский компьютерно-анимационный веб-сериал в жанре комедийного хоррора, созданный Лиамом Викерсом и спродюсированный Glitch Productions, который также был финансирован Screen Australia.
Сериал углубляется в такие темы, как самоидентичность и оковы вражды, одновременно привнося юмор в данную обстановку. Сериал часто отсылается к поп-культуре, черпает вдохновение из видеоигр, фильмов, аниме и интернет-мемов.
Премьера пилотного эпизода состоялась на YouTube-канале GLITCH 30 октября 2021 года. Сериал рассчитан на сезон из 8 серий, который официально начался 18 ноября 2022 года. По состоянию на июнь 2025 года, пилотная серия набрала 68 миллионов просмотров, а все прочие эпизоды сериала набрали не менее 20 миллионов. Зрители высоко оценили сериал за анимацию, озвучку, построение мира, а также за умелое сочетание элементов ужастика и комедии. Также сериал был номинирован на премию Webby Award в категории «Лучший анимационный видеоролик».

## Сюжет
Действие истории разворачивается в XXXI веке на экзопланете Медь-9, принадлежащей мегакорпорации JCJenson. «In SPAAAAACEE!» (пародия на реальную компанию SC Johnson). Дроны-рабочие, созданные для служения людям, населяют данную планету для добычи на ней природных ресурсов. Позднее планета переживает взрыв ядра, который по итогу уничтожил всю биологическую жизнь на планете, включая людей. В результате она превращается в замёрзшую пустошь, на которой остаются только дроны-рабочие. Однажды отряд жестоких машин для убийств, известных как Дроны-демонтажники (по прозвищу «Дроны-убийцы»), вторгается на Медь-9, чтобы уничтожить оставшихся дронов-рабочих. Последние живут в постоянном страхе перед демонтажниками и прячутся по разным местам, пытаясь лишь выжить.
Дроны-демонтажники, в отличие от дронов-рабочих, имеют крылья, жалящий хвост с разъедающей нанитовой кислотой и множество видов вооружения для убийства рабочих, которое необходимо для их собственной работоспособности. В результате долгой работы демонтажники перегреваются, и исправить это может только масло дронов-рабочих.
В центре сериала находится Узи Дверьченко — рабочий дрон-подросток, живущий в бункере в одной из колоний. Она грезит сбежать из своего бункера и планеты Медь-9, а после уничтожить всё человечество за то, что они вынуждены прятаться и выживать. Её путь пересекается с Серийным Обозначением N («Эн»), парнем-дроном-демонтажником, который выполняет свою работу неудовлетворительно, а также обладает несвойственным для дронов-убийц дружелюбием и любознательностью. Вместе Узи и Эн сближаются и образуют союз из бывших охотника и жертвы по отношению друг к другу во имя различных целей, среди которых выяснение правды о загадочном вирусе — Сверх-Вычислителе структур, который способен изменять реальность и взаимодействовать с материей, коим и обладает Узи.

## Персонажи

### Главные персонажи
- У́зи Две́рьченко (озвучивает Элси Лавлок) — главная героиня сериала, буйный рабочий дрон-подросток  с бунтарской жилкой, который живёт в бункере вместе с другими рабочими. Отличается верой в то, что они должны не прятаться, а дать отпор демонтажникам и отомстить человечеству. Позднее узнаёт, что обладает Сверх-Вычислителем и пытается остановить его.
- Серийная модель «Эн» (N) (озвучивает Майкл Ковач) — жизнерадостный дрон-демонтажник, который не особо горит желанием убивать дронов-рабочих, но изо всех сил старается быть не бесполезным в команде. Прибыл на Медь-9 вместе с Джей и Ви, однако позже он сдружился с Узи и перестал выполнять поставленную ему цель.
- Серийная модель «Ви» (V) (озвучивает Нола Клоп) — социопатичный и импульсивный дрон-демонтажник. Она также прибыла на Медь-9 для уничтожения дронов-рабочих, однако попадает в плен к Эну и Узи, после чего вскоре также сближается с Узи, присоединяется к их команде. В один момент героически жертвует собой, но впоследствии оказывается жива.
- Серийная модель «Джей» (J) (озвучивает Шара Кирби) — лидер отряда Эна и Ви, один из антагонистов сериала. В пилотной серии была уничтожена рельсотроном Узи. Впоследствии была восстановлена Син, с которой она вернулась на Медь-9.
- Долл (озвучивает Эмма Бризи) — русский дрон-рабочий, обладающий Сверх-Вычислителем, второстепенный антагонист сериала. Долл желает отомстить дронам-демонтажникам, в частности Ви, за убийство её родителей. В русском дубляже Долл говорит по-английски.
- Те́сса Джеймс Э́ллиотт (озвучивает Дейзи Роуз) — человек, технический специалист JCJenson. Прибывает на Медь-9, чтобы остановить Сверх Вычислитель. В отличие от большинства людей, которые видят в дронах лишь прислугу, она относится к ним с уважением из-за своих близких отношений с Эн, Ви и Джей, которых она содержала у себя в поместье ещё в детстве.
- Сверх-Вычисли́тель структу́р (озвучивает Аллана Фицджеральд) — вирусная программа искусственного интеллекта неизвестного происхождения, наделяющая своего носителя сверхспособностями. Впервые он оказался у дрона по имени Син, которая и стала его хостом. Сверх-Вычислитель наделяет своими способностями тех дронов, которые им заражены, однако за это они расплачиваются перегревом и возможной потерей контроля над собой. В число его способностей входят контроль пространства и материи. Также он может создавать чёрные дыры и уничтожать планеты. У заражённых дронов могут появиться крылья и хвост как у Узи, и щупальца с шипами на концах. Один из главных антагонистов сериала.
  - Син (озвучивает Аллана Фицджеральд) — зомби-дрон, который в результате мутации становится хостом для Сверх-Вычислителя. Её целью является истребление всех людей в качестве мести за пренебрежительное отношение к дронам, в результате чего она уничтожает Землю и некоторые другие планеты. Именно Син косвенно провоцирует взрыв ядра на планете Медь-9 и отправляет туда дронов-убийц, чтобы они пробрались в лаборатории JCJenson. Одна из главных антагонистов сериала.

### Второстепенные персонажи
- Но́ри Дверьченко — (озвучивает Дарси Магуайр) — мать Узи. Нори состояла в группе исследуемых дронов и заразилась Сверх-Вычислителем, который по наследству передался Узи. В пилотной серии выясняется, что Хан добил её гаечным ключом после того, как неизвестный дрон-убийца (предположительно Эн) нанёс ей смертельное повреждение нанитовой кислотой.
- Е́ва — мать Долл. Ева также была исследуемым компанией дроном, заразившимся Сверх-Вычислителем, который по наследству передался и её дочери. Позже выясняется, что она и её муж были убиты дроном-демонтажником Ви на глазах у Долл, трупы которых Долл хранила у себя дома.
- Хан Две́рьченко (озвучивает Дэвид Дж. Диксон) — лидер ООР (Отряд Обороны Рабочих) и отец Узи, которого она недолюбливает. Разработал двери для бункера, которые защищают дронов-рабочих от демонтажников. Впоследствии несколько помогает Узи в её расследованиях и приключениях.
- Тэд (озвучивает Шон Чиплок) — дрон-рабочий, который является школьным спортсменом, а также одним из немногочисленных друзей Узи.
- Ли́ззи (озвучивает Кэти Худ (пилот); Кейтлин Дизон (сериал))— одноклассница Узи и самая популярный дрон в школе. Была в дружеских отношениях с Долл, но на выпускном балу сорвала её план мести Ви и сдружилась с последней.
- Али́са (озвучивает Эмбер Мэй) — дикий дрон-рабочий, живущий в глубинах секретной лаборатории «Синдром Хижины» на Медь-9. Была в группе дронов, на которых JCJenson исследовала Сверх-Вычислитель, и после его освобождения одичала и стала собирать детали погибших дронов. Ей помогает модифицированный детский дрон по имени Бо.
- Бо — дрон-рабочий со взрослым поведениям, находящийся в корпусе детского модуля необученной нейросети, к которому прикреплены части дронов-демонтажников, благодаря чему он способен передвигаться. Служит Алисе, хотя и не разделяет её чрезмерно безумного поведения, помогая ей заманивать и расчленять дронов, попавших в её логово.
- Учитель (озвучивает Лиам Викерс) — дрон-рабочий, ответственный за класс Узи.
- Жук — золотой робот-таракан, общающийся с помощью голографических текстовых сообщений. Является ключом для активации секретного лифта в лабораторию «Синдром Хижины».
- Дозо́рные — роботы, похожие на дромеозавров, разработанные людьми для охраны лаборатории «Синдром Хижины». Чрезвычайно агрессивны и способны парализовать как дронов-рабочих, так и дронов-убийц с помощью электромагнитного импульса, исходящего из их глаз. Они запрограммированы не причинять вреда людям, однако после того, как один из них ранит Тессу, приняв её за дрона, у него возникает программный сбой.
  - Спарки — красноглазый дозорный, прирученный Ви. Носит шляпу, ранее принадлежавшую Бо. В эпизоде «Тупик» сражался против. главных персонажей, прокусив костюм Син, притворявшейся Тессой, после чего из-за ошибки системы впал в отключку из-за того, что дозорные не атакуют людей, однако позже восстановился, заполучив красную расцветку глаз и возможность нападать на людей.
- Митчелл (озвучивает Шон Чиплок) — работник лаборатории «Синдром Хижины» в должности стажёра. Однажды перепутал свой костюм и бейджик с работником по имени Чэмберс. Был послан Райдли за Евой, чтобы остановить Сверх-Вычислитель Нори. В итоге оказался единственным выжившим из работников, но позже погиб из-за взрыва ядра Меди-9.
- Райдли (озвучивает Эмма Бризи) — работница лаборатории «Синдром Хижины». Помимо стандартной униформы, носит митру и столу, которые отсылают к католицизму.

## Производство
Лиам Викерс ранее заполучил известность благодаря своим 2D-мультсериалам «Клиффсайд» и «Междоусобный Куб», оба из которых так и не были закончены. Позднее он представил Glitch Productions своей проект «Дроны-убийцы» с некоторыми ранними концепт-артами и сюжетом.
«Дроны-убийцы» анимированы на Autodesk Maya, а пост-продакшн выполняется на движке Unreal Engine. Первый сезон будет состоять из 8 серий, включая пилот, который  был объявлен первой серией. Сериал стал более фотореалистичным, чем предыдущие шоу от Glitch. Этот сериал (наряду с сериалом «Мета-бегун») также знаменует для многих фанатов студии отход от стиля Machinima, часто ассоциируемого со студией Glitch.
Сериал был анонсирован 25 июня 2021 года. 6 августа 2021 года Лиам выпустил полную версию трека «Disassembly Required», который звучит в тизере. В описании к нему указано, что в видео изображён персонаж «Ви», один из главных Дронов-убийц. 8 октября вышел трейлер к сериалу, а уже 29 октября выпущена пилотная серия. 18 февраля 2022 года Glitch Productions объявили, что сезон находится в разработке и новый эпизод будет выпущен позднее в этом году. 23 августа 2024 года вышел финальный эпизод «Абсолютный конец», ознаменовавший окончание сериала. В то же время под эпизодом студия GLITCH поблагодарила фанатов за внимание к сериалу и написала, что если авторы захотят продолжить историю Узи и Эна, то студия это сделает.

## Эпизоды
Автором сценария и режиссёром каждой серии выступает создатель шоу Лиам Викерс.
| № | Название                          | Дата премьеры   |
| --- | --------------------------------- | --------------- |
| 1 | «Пилот» «Pilot»                   | 29 октября 2021 |
| На экзопланете Медь-9 человечество вымирает из-за взрыва ядра, спровоцированного ими же, который уничтожает всю биологическую жизнь. Слуги человека, Дроны-рабочие, становятся свободными и заселяют планету. Однако компания JCJenson, которая курировала исследование Меди-9, посылает на планету безжалостных Дронов-демонтажников (Дронов-убийц), чтобы истребить их. Дроны-рабочие создают множество бункеров за непроницаемыми дверями, чтобы выжить. Заканчивая рассказ о её мире, Узи, буйный дрон-подросток, показывает своему классу созданное ею мощное оружие под названием «Рельсотрон», что в итоге заканчивается катастрофой. Желая найти детали для своего оружия, Узи крадёт у своего отца, Хана Дверьченко, ключ-карту и выходит на поверхность, направляясь в логово Дронов-убийц. Дойдя до него, она видит, что их убежище представляет собой капсулу, находящуюся внутри гигантской башни из трупов дронов-рабочих. Внезапно на неё из засады нападает один из дронов-убийц, серийный номер N (Эн), которого Узи выводит из строя с помощью выстрела из рельсотрона. Эн просыпается с амнезией и становится дружелюбным, полагая, что Узи — член его команды. Эн рассказывает Узи о своей миссии, заключающейся в очистке планеты от сломанных рабочих. Узи возражает и сбегает, после чего Эн отключается. К капсуле прибывают другие дроны-убийцы, V (Ви) и командир отряда J (Джей), которые перезагружают Эна. Вспомнив последние три часа, Эн преследует Узи и проникает в бункер рабочих, уничтожая всех дронов, кроме Узи и её отца. Эн ранит Узи, и её отец бросает её, боясь демонтажника, но Эн не убивает Узи и отбрасывает её в сторону. К бункеру прибывают Ви и Джей и хвалят Эна за успешное проникновение к рабочим. Эн ставит под сомнение их цель убийства дронов и Джей «отравляет» Эна жучком с вирусом и уходит за Ви, которая направляется к остальным рабочим. Узи спасает Эна, после чего они объединяются и сражаются с Ви и Джей. Эн выводит из строя Ви, а Узи убивает Джей из своего рельсотрона. Позже Узи самоизгоняет себя из бункера из-за предательства её отца и улетает вместе с Эном, забирая связанную Ви. Узи решает уничтожить всё человечество, и её глаза начинают мерцать жёлтым цветом. |                                   |                 |
| 2 | «Сердцебиение» «Heartbeat»        | 18 ноября 2022  |
| У Эна всплывает воспоминание о том, как он был дворецким в поместье вместе с Ви и Джей. Там он встречает нового дрона по имени Син. Эн пробуждается ото сна и подвергает сомнению план Узи по уничтожению человечества. Находясь в капсуле, связанная Ви также подвергает сомнению план Узи. Тем временем дрону-рабочему в бункере поручают заделать дыру в крыше, образовавшуюся от взлёта Эна, но из тела Джей выползает устройство, которое создаёт массивное существо, которое в итоге убивает и поглощает нескольких дронов, выставляя их голограммы в качестве приманки. Услышав о продолжающихся инцидентах, Узи, Эн и Тэд исследуют бункер. Они обнаруживают символы на стене вместе со словами «Сверх-Вычислитель». На команду нападает существо из тела Джей. Оно доносит до них, что пытается восстановить своего носителя, что дроны являются её игрушками, параллельно с этим показывая голограмму матери Узи. Существо, являющееся Сверх-Вычислителем, пытается поглотить Узи, в то время как Эн рядом с ней оказывается лишь голограммой, но вовремя подоспевший настоящий Эн спасает её. Узи потрясена увиденными событиями и не доверяет ему, из-за чего Эн уходит обратно в капсулу. Тем временем Ви разрывает цепь, однако видя грустного товарища решает не подавать виду и остаётся сидеть на месте. Долл, одна из одноклассниц Узи, использует Сверх-Вычислитель, чтобы защитить одну из дронов по имени Лиззи от приманки Джей. Позже она смотрит на фотографию Ви и с помощью своих сил убивает мехо-таракана, взобравшегося на рисунок. |                                   |                 |
| 3 | «Выпускной Бал» «The Promening»   | 17 февраля 2023 |
| Долл преследует одного и дронов и использует Сверх-Вычислитель, чтобы убить одного из своих одноклассников, а после вычёркивает имя жертвы из списка претендентов на место королевы бала. Узи выражает вину за то, что избегает Эна после их битвы с восстанавливающейся Джей. Она видит плакаты о пропавших дронах и берёт некоторые из них, чтобы повесить у себя дома на потолке, но обнаруживает, что всё, что там было пропало. Хан рассказывает, что он снял их, а также сообщает, что он и учитель Узи позвали Долл и Лиззи, чтобы помочь Узи подготовиться к балу, вопреки её мнению. Эн испытывает угрызения совести из-за событий с Узи и Джей, в то время как Ви сосредоточена только на цели убить всех на выпускном вечере, включая Узи. Эн, несмотря на уговоры той, отказывается помогать ей и спрашивает Ви, не скрывает ли она чего-нибудь. Ви обезглавливает Эна и убегает. Узи видит множество разбитых зеркал и трупов дронов в доме Долл. Там же она подслушивает разговор Долл и Лиззи о том, что последняя приведёт Ви на бал, а Узи исчезнет, после чего она сбегает через вентиляционную шахту. Она сталкивается с Эном и они примиряются. На выпускном балу Долл пытается убить Ви за убийство своих родителей с помощью способностей Сверх-Вычислителя. Подоспевшие Узи и Эн пытаются остановить её, но она разрубает демонтажников и сражается с Узи. Из-за того, что Сверх-Вычислитель не может атаковать такого же владельца программы, коим является Узи, Долл проигрывает и Ви её пристреливает. Компания Узи отправляется в комнату Долл в поисках улик и обнаруживают там множество трупов дронов, из которых Долл делала еду. Там Узи тайно пробует масло дронов и берёт с собой одну из конечностей. Эн находит родителей Долл, чьи трупы она держала у себя дома. Внезапно появляется сама Долл, исцеляется с помощью Сверх-Вычислителя и атакует, но убегает после того, как Узи доказывает, что она также обладает им. В это же время на Медь-9 прилетают капсулы, из которых появляются восстановленная Джей и технический работник по имени Тесса, прибывшие на планету для разрешения ситуации с дронами. |                                   |                 |
| 4 | «Синдром Хижины» «Cabin Fever»    | 7 апреля 2023   |
| Узи и её одноклассники отправляются в лагерь 98.7 на экскурсию. Узи осматривает два чокера с рисунком черепа, в то время как воспоминание показывает, что они имеют связь с Нори, её матерью. В лагерь прибывают Ви и Эн, чтобы наблюдать за классом. Узи жестами спрашивает у Эна разрешения уйти из группы, на что тот одобрительно кивает. Она натыкается на хижину, где сталкивается со странностями, связанными с мёртвыми дронами и загадочными рисунками. Там же Узи находит золотистого жука, который общается с ней голографическими текстовыми сообщениями и она берёт его с собой. Вернувшись в лагерь, наступает хаос, когда одна из учениц случайно выпускает стрелу в Узи, что побуждает её использовать свои способности, чтобы остановить это. Стрела превращается в органическое существо, что наводит ужас на всех. Ви становится агрессивной по отношению к Узи, что заставляет ту искать убежища в другой хижине. Эн противодействует желанию Ви убить Узи и сам отправляется на её поиски. В одной из хижин он находит кассету про «Зомби-дронов», от чего у него возникают воспоминания о неизвестном дроне. Узи, из-за воздействия Сверх-Вычислителя, претерпевает трансформацию, вследствие которой она становится органическим дроном-демонтажником. Узи нападает на своих одноклассников и начинает их убивать по одному. Прибывает Ви и противостоит ей, однако та почти убивает её, но Эн вмешивается и спасает Ви. После этого он успокаивает Узи и она возвращается к своей первоначальной форме. С восходом солнца выжившие дроны уезжают. Ви прикрывает собой убийства, совершённые Узи. В конце эпизода показывают, что теперь солнечный свет также вызывает перегрев у Узи, как и у дронов-демонтажников. |                                   |                 |
| 5 | «Дом» «Home»                      | 9 июня 2023     |
| Обучающая кассета JCJenson рассказывает о том, как правильно утилизировать дронов. Далее следует предупреждение о «зомби-дронах», которые являются дронами, самостоятельно перезагрузившимися после неправильной утилизации. Внутри поместья Эллиотт в неизвестное время Эн слышит странные глухие звуки, доносящиеся из подвала, но он не обращает на это внимания и продолжает выполнять свои обязанности. Он здоровается с Син, дроном-рабочим со странным поведением и жёлтыми глазами и они обсуждают предстоящее торжество. Эн соглашается спросить Тессу, единственного ребёнка владельцев поместья, могут ли они присутствовать. Мать Тессы видит Син и приказывает убрать дронов, грозя выкинуть их. Син возражает матери Тессы, но Эн берёт вину на себя, и его привязывают к дереву у поместья для уничтожения воронами. Вспомнив зашифрованное сообщение, полученное ранее, Эн называет имя, позволяя Узи проникнуть в одного из воронов. Узи говорит Эну, что она находится в его воспоминаниях и что они удаляются, поэтому им нужно их сохранить. Родители заковывают Тессу цепями вместе с Джей и Син в её комнате, приказывая Джей не выпускать её. Син начинает мутировать и сбегает, предупреждая Тессу, чтобы та не появлялась на торжестве. Однако Джей разрывает цепи и освобождает себя и Тессу. Эн, Джей, Ворон-Узи и Тесса встречаются в поместье и направляются в подвал, чтобы остановить Син, желающую убить всех людей на торжестве. Однако на них нападает Ви и они разделяются. Эн открывает подвал и в нём оказывается часть клешней Син, которую Узи берёт под свой контроль. Вернувшись в настоящее, Узи сталкивается лицом к лицу с Долл, которой по итогу вынужденно уступает золотого робота-таракана, полученного в лагере. В воспоминаниях, Син появляется на торжестве, куда также приходят Тесса и Джей, однако Син берёт под контроль всех дронов, находящихся на торжестве, и устраивает массированную бойню. Тем временем в подвале Син пытается удалить воспоминания Эна с помощью Ви, однако появившаяся Узи спасает обоих, освобождая Ви от контроля Син. После этого Ви выгоняет Узи из воспоминаний, в результате чего они приходят в себя в реальном времени. Долл телепортируется на поверхность и встречает Джей вместе со взрослой Тессой и отдаёт им ключ, прося взять её с ними за предоставленный ключ. Тесса соглашается, однако затем группа замечает, что за ними стояли Узи, Ви и Эн. |                                   |                 |
| 6 | «Тупик» «Dead End»                | 18 августа 2023 |
| В лабораториях «Синдром Хижины» одного из дронов-рабочих убивает робот-страж (дозорные) с помощью электромагнитного импульса. Тем временем Узи, Эн, Ви, Тесса и Джей представляются друг другу и объясняются. Тем временем Долл предаёт их, выкрав жука обратно и бросается в бега. Погоня приводит их в близлежащие лаборатории. Тессу, Ви, Узи и Эна пленят двое рабочих дронов-каннибалов. Дрон-каннибал по имени Алиса заявляет, что лишь собирает ценные запчасти от убитых дронов, не брезгуя брать их также и с живых. Тессе удаётся освободиться и, пробудив Эна, Тесса рассказывает ему о том, что Сверх-Вычислитель Син уничтожил Землю и Солнечную систему, а также другие системы, изученные людьми. Находящиеся на Меди-9 люди пытались изучить его, однако лишь распространили по планете, заразив им Нори и мать Долл — Еву. Она также ставит Эна перед необходимостью выбора между спасением Вселенной и Узи, заражённой Сверх-Вычислителем Син. После этого они оказываются лицом к лицу с группой освобождённых дозорных. Эна деактивирует один из дозорных, а Тессу ранит, из-за чего у дозорного возникает сбой в программе. Тем временем разум Узи захватывает Сверх-Вычислитель Син и уничтожает аппаратную, открывая все двери лаборатории. Дозорные убивают Алису, но дрон Бо, с которым она работала, освобождает Ви, однако погибает от дозорного. Освободившиеся герои находят обездвиженную Долл и забирают ключ. Однако Долл заманивает их в ловушку и освобождает дозорных, закрывая им выход секретным лифтом. Из-за кровотечения Тессы, группу атакует только дозорный со сбоем. Узи пытается использовать Сверх-Вычислитель, но становится одержимой им и контроль над Узи начинает забирать Син. Тесса, Узи и Эн проникают в лифт, однако дозорные начинают поднимать его. Ви, видя безвыходность ситуации, жертвует собой, перерезает тросы лифта и отдаёт честь героям, оставаясь снаружи в окружении дозорных. |                                   |                 |
| 7 | «Судный День» «Mass Destruction»  | 29 марта 2024   |
| В недалёком прошлом на Меди-9 в лаборатории «Синдром Хижины» люди проводят эксперименты над матерью Узи, Нори, владеющей Сверх-Вычислителем, однако всё выходит из под контроля и её разум начинает захватывать Сверх-Вычислитель. Одного из стажёров отправляют за Евой, матерью Долл, также владеющей Вычислителем. Прибыв в церковь учёных JCJenson, Ева с помощью USB-накопителя в форме распятия изгоняет Вычислитель из разума Нори, тем самым провоцируя уничтожение планеты и гибель человечества. Тем временем, Тесса, Эн и Узи падают с лифта в пещеры. Сверх-Вычислитель Узи провоцирует завал, разделяя всех троих. Узи отправляется по пещере к церкви, в то время как Эна встречает Син, возвращает воспоминание об уничтожении человечества дронами-убийцами и пытается съесть, однако его спасает механическое сердце дрона, которым является выжившая Нори. Она рассказывает ему о гибели Земли и берёт с Эна обещание не рассказывать Узи о ней. Тем временем Тесса находит список дронов, подверженных Вычислителю и уничтожает базу данных. Её находит Долл и пытается убить, заявляя что не станет сосудом для уничтожения Меди-9, после чего на неё нападает некое существо. Узи узнаёт правду о своей матери и встречает Долл, которая призывает её дать отпор и погибает. Появляется Тесса, нападает на Узи и пытается убить, однако её обезглавливает Эн. Разум Узи окончательно захватывает Вычислитель, уничтожает распятие с антивирусом и нападает на Эна, но его спасает Нори. Они вступают в битву с Син, после чего частично изгоняют Сверх-Вычислитель из разума Узи, которая случайно выбивает Нори в нору Син. Внезапно Тесса оживает, снимает космический костюм и оказывается дроном Син с натянутой кожей трупа Тессы. Она нападает на Эна и Узи, и пытается утащить в свою нору. Тем временем на поверхности появляется Джей и встречается с друзьями Узи, изготовившими новый Рельсотрон. Узи спасает Эна, жертвует собой, выбивая его из церкви, после чего падает в нору Син и теряет сознание. Некоторое время спустя она приходит в себя в открытом космосе на орбите планеты с обнажённым ядром. |                                   |                 |
| 8 | «Абсолютный Конец» «Absolute End» | 23 августа 2024 |
| После событий в церкви, Син частично разрывает Медь-9, обнажая её ядро и распространяя свои энергощупальца по всем остаткам планеты. Тем временем Узи, будучи в космосе, встречает свою мать, Нори, которая даёт ей свой браслет для защиты от влияния другого Сверх-Вычислителя и наставляет Узи уничтожить ядро Син, чтобы остановить её испорченный Сверх-Вычислитель. Узи подбирает Эн, а Нори падает в атмосферу планеты. Син разрушает корабль Эна, пара оказывается в космосе и также падает на Медь-9. В полёте Узи и Эн примиряются и официально становятся парой. На разрушенной планете Син собирает для Джей корабль. Последняя пытается уничтожить Хана, Лиззи и Теда, однако внезапно появляется Ви верхом на красном дозорном, спасает троицу и вступает в битву с Джей. Последняя признаётся, что заранее знала о предательстве Син и предлагает Ви примкнуть к ним, но та отказывается. В атмосфере Узи своей силой насквозь таранит планету, слегка тормозя Син. Последняя деактивирует её силу, и вступает с парой в бой. Она вынимает сердце Узи, и атакует Эна, пытаясь съесть и его ядро, но Узи спасает Эна и уводит его в одно из помещений планеты. Син начинает преследовать пару, попутно пробуя захватить контроль над Узи. Появляется Ви и пытается найти Эна, сознаваясь ему в том, что умалчивала правду ради его же защиты, однако тем самым выдаёт его, из-за чего Син вырывает сердце Эна и атакует Ви. Выбив Ви и тело Эна наружу, она пытается съесть ядро последнего, пока Ви находится в полном ужасе, однако Хан активирует дверь, сбивающую Син с ног, позволяя ядру Эна вернуться в тело. Син хочет уничтожить Ви и Эна, но появляется Узи и спасает их. Тед бросает ей рельсотрон, а Син вновь пытается захватить контроль над Узи, но безуспешно. Ви, Эн и Узи начинают битву с Син и Джей под найткор. Ви вырубает Джей, после чего вся троица начинает биться с Син. В ходе ожесточённой битвы, Узи хитростью вырывает сердце Син, центром которого является сингулярность, после чего сжигает ультрофиолетом, останавливая время на планете. Син пытается съесть сингулярность, но Узи делает это первой, восстанавливая течение времени. Тело Син расплавляется, а Узи теряет сознание. Некоторое время спустя главные герои приходят в себя на той же планете, тем временем Нори спасает Хана, все персонажи, сражавшиеся на стороне Узи, по итогу выживают. Поглотив сингулярность Син, Узи обретает её силу, становясь «бракованной». После всех событий «бракованная» Узи продолжает ходить в школу вместе с Эном и Ви. Пока Узи рассказывает своему классу историю о её похождениях, Ви и Лиззи, продолжающие дружбу, освистывают её на задних партах. Эн отдаёт Ви рисунок, изображающий троицу из неё, его и Узи, нарисованный по руководству для написания манги. Кадры во время титров демонстрируют различные зарисовки из жизни персонажей и различных мест на Коппер-9 после финала.В сцене после титров Узи, будучи голограммой, смотрит на себя в разбитое зеркало, а её хвост, управляемый Сверх-Вычислителем Син, говорит ей, что она выглядит прекрасно и предлагает примерить бант. |                                   |                 |

## Критика
Лорен Роуз из Gizmodo Australia похвалила дизайн персонажей и визуальные эффекты сериала.

### Награды и номинации
| Награда                  | Год  | Категория                                         | Получатель(-и)                       | Результат | Прим.  |
| ------------------------ | ---- | ------------------------------------------------- | ------------------------------------ | --------- | ------ |
| Webby Awards             | 2023 | «Анимационные (сериалы и каналы) видео»           | «Дроны-Убийцы»                       | Номинация | [ 14 ] |
| One Voice Awards UK 2023 | 2023 | «Анимация — лучшее исполнение женского персонажа» | Элси Лавлок (за роль Узи Дверьченко) | Победа    | [ 15 ] |
| Webby Awards             | 2024 | «Анимационные (сериалы и каналы) видео»           | «Дроны-Убийцы» (за эпизод «Тупик»)   | Победа    | [ 16 ] |

## Возможное продолжение
Хотя ранее создатель сериала, Лиам Викерс, утверждал, что восьмой эпизод станет для «Дронов-убийц» последним, в описании под финальным эпизодом студия GLITCH поблагодарила фанатов за внимание к сериалу и написала, что если автор или студия решат продолжить историю Узи и Эна, то студия это сделает, поскольку в области независимой анимации они «могут делать всё, что захотят».